# Ziel 16 für nachhaltige Entwicklung - Frieden, Gerechtigkeit und starke Institutionen

Das Ziel 16 für nachhaltige Entwicklung (SDG 16 oder Global Goal 16) ist eines der 17 Ziele für nachhaltige Entwicklung, die 2015 von den Vereinten Nationen festgelegt wurden. Der offizielle Wortlaut lautet: „Friedliche und inklusive Gesellschaften für eine nachhaltige Entwicklung fördern, allen Menschen Zugang zur Justiz ermöglichen und leistungsfähige, rechenschaftspflichtige und inklusive Institutionen auf allen Ebenen aufbauen.“ Das Ziel umfasst 12 Unterziele und 23 Indikatoren.
Das Ziel 16 hat zehn Ergebnisziele: Alle Formen von Gewalt verringern; Beendigung von Missbrauch, Ausbeutung, Menschenhandel und Gewalt an Kindern; Förderung von Rechtsstaatlichkeit und gleichberechtigtem Zugang zur Justiz; Bekämpfung organisierte Kriminalität und illegaler Finanz- und Waffenströme; Verringerung von Korruption und Bestechung; Aufbau von leistungsfähigen, rechenschaftspflichtigen und transparenten Institutionen; Sicherstellung von bedarfsorientierten, inklusiven und repräsentativen Entscheidungsfindungen; Stärkung der Teilhabe an globalen Lenkungsinstitutionen; Sicherstellung einer allgemeinen rechtlichen Identität; Gewährleistung von öffentlichem Zugang zu Informationen und Schutz der Grundfreiheiten. Darüber hinaus gibt es zwei Umsetzungsziele: Stärkung nationaler Institutionen zur Bekämpfung von Gewalt, Terrorismus und Kriminalität; Förderung und Durchsetzung nichtdiskriminierender Gesetze und Politik.

## Hintergrund
Die Ziele für nachhaltige Entwicklung sind eine Sammlung von 17 globalen Zielen, die von den Vereinten Nationen festgelegt wurden. Die Ziele hängen miteinander zusammen, obwohl jedes Ziel seine eigenen Unterziele hat, die es zu erreichen gilt. Die Entwicklungsziele decken ein breites Spektrum sozialer und wirtschaftlicher Entwicklungsthemen ab.
Das Ziel 16 befasst sich mit der Förderung von Frieden und integrativen Institutionen. Zu den Bereichen mit Verbesserungspotenzial zählen beispielsweise die Reduzierung tödlicher Gewalt, die Reduzierung ziviler Todesopfer in Konflikten und die Beseitigung des Menschenhandels.

## Unterziele und Indikatoren
Das Entwicklungsziel 16 hat zwölf Ergebnisziele oder Unterziele sowie vierundzwanzig Indikatoren. Drei der Ziele legen ihre Agenda bis zum Jahr 2030 fest. Im folgenden Abschnitt sind alle Unterziele mit einer Kurz- und einer Langfassung der Titel aufgeführt. Für die folgenden Indikatoren sind noch keine Daten verfügbar: 16.4.1, 16.4.2, 15.6.2, 16.7.2, 16.b.1.  Für alle anderen Indikatoren sind Daten und Weltkarten verfügbar, um den Fortschritt zu visualisieren.

### Unterziel 16.1: Alle Formen von Gewalt verringern
Langfassung: „Alle Formen der Gewalt und die gewaltbedingte Sterblichkeit überall deutlich verringern.“
Dieses Unterziel hat vier Indikatoren:
- Indikator 16.1.1: Anzahl der Opfer vorsätzlicher Tötung je 100 00 Einwohner/-innen, nach Geschlecht und Alter
- Indikator 16.1.2: Konfliktbezoge Todesfälle je 100 000 Einwohner/-innen, nach Geschlecht, Alter und Todesursache
- Indikator 16.1.3: Anteil der Bevölkerung, der in den vergangenen Monaten a) psychischer Gewalt, b) physischer Gewalt und/oder c) sexueller Gewalt ausgesetzt war
- Indikator 16.1.4: Anteil der Bevölkerung, der sich nach Einbruch der Dunkelheit in seiner Wohnumgebung allein sicher fühlt

Tabelle zu Indikator 16.1.1: Opfer vorsätzlicher Tötung in Deutschland je 100.000 Einwohner:
| Jahr | Insgesamt |
| ---- | --------- |
| 2010 | 0,99      |
| 2011 | 0,92      |
| 2012 | 0,82      |
| 2013 | 0,85      |
| 2014 | 0,88      |
| 2015 | 0,83      |
| 2016 | 1,17      |
| 2017 | 0,98      |
| 2018 | 0,95      |
| 2019 | 0,75      |
| 2020 | 0,94      |
| 2021 | 0,84      |
| 2022 | 0,82      |
| 2023 | 0,88      |

### Unterziel 16.2: Beendigung von Missbrauch, Ausbeutung, Menschenhandel und Gewalt an Kindern
Langfassung: „Missbrauch und Ausbeutung von Kindern, den Kinderhandel, Folter und alle Formen von Gewalt gegen Kinder beenden.“
Dieses Unterziel hat drei Indikatoren:
- Indikator 16.2.1: Anteil der Kinder im Alter von 1-17 Jahren, die im vorangegangenen Monat körperlicher Züchtigung und/oder psychischer Aggression durch Betreuungspersonen ausgesetzt waren
- Indikator 16.2.2: Anzahl der Opfer von Menschenhandel je 100 000 Einwohner/-innen, nach Geschlecht, Alter und Form der Ausbeutung
- Indikator 16.2.3: Anteil junger Frauen und Männer im Alter von 18-29 Jahren, die vor Vollendung des 18. Lebensjahrs sexuelle Gewalt erlebt haben

Tabelle zu Indikator 16.2.1: Akute Kindeswohlgefährdung mit Anzeichen für Misshandlung in Deutschland (in %):
| Jahr | Weiblich | Männlich |
| ---- | -------- | -------- |
| 2012 | 0,08     | 0,07     |
| 2013 | 0,08     | 0,07     |
| 2014 | 0,08     | 0,07     |
| 2015 | 0,09     | 0,08     |
| 2016 | 0,10     | 0,09     |
| 2017 | 0,10     | 0,09     |
| 2018 | 0,12     | 0,11     |
| 2019 | 0,14     | 0,13     |
| 2020 | 0,15     | 0,13     |
| 2021 | 0,16     | 0,13     |
| 2022 | 0,17     | 0,15     |

### Unterziel 16.3: Förderung von Rechtsstaatlichkeit und gleichberechtigtem Zugang zur Justiz
Langfassung: „Die Rechtsstaatlichkeit auf nationaler und internationaler Ebene fördern und den gleichberechtigten Zugang aller zur Justiz gewährleisten.“
Dieses Unterziel hat drei Indikatoren:

Eine Weltkarte für Indikator 16.3.2 - Anteil der nicht verurteilten Gefangenen an der gesamten Gefängnispopulation.

- Indikator 16.3.1: Anteil der Opfer von a) physischer, b) psychischer und/oder c) sexueller Gewalt in den vorangegangenen 12 Monaten, die den zuständigen Behörden oder anderen offiziell anerkannten Mechanismen zur Konfliktbeilegung diese Gewalt angezeigt haben
- Indikator 16.3.2: Nicht strafrechtlich verurteilte Inhaftierte im Verhältnis zur gesamten Gefängnisbevölkerung
- Indikator 16.3.3: Anteil der Bevölkerung, der in den vorangegangenen zwei Jahren eine Streitigkeit durchlebt und einen formellen oder informellen Streitbeilegungsmechanismus in Anspruch genommen hat, nach Art des Mechanismus

### Unterziel 16.4: Bekämpfung organisierter Kriminalität und illegaler Finanz- und Waffenströme
Langfassung: „Bis 2030 illegale Finanz- und Waffenströme deutlich verringern, die Wiedererlangung und Rückgabe gestohlener Vermögenswerte verstärken und alle Formen der organisierten Kriminalität bekämpfen.“
Dieses Unterziel hat zwei Indikatoren:
- Indikator 16.4.1: Gesamtwert der ein- und ausgehenden illegalen Finanzströme (in aktuellen US-Dollar)
- Indikator 16.4.2: Anteil der beschlagnahmten, aufgefundenen oder abgegebenen Waffen, deren illegaler Ursprung oder Kontext im Einklang mit internationalen Übereinkünften von einer zuständigen Behörde rückverfolgt oder nachgewiesen wurde

### Unterziel 16.5: Verringerung von Korruption und Bestechung
Langfassung: „Korruption und Bestechung in allen ihren Formen erheblich reduzieren.“
Dieses Unterziel hat zwei Indikatoren:
- Indikator 16.5.1: Anteil der Personen, die in den vorangegangenen 12 Monaten mindestens einen Kontakt mit einem/ einer öffentlichen Bediensteten hatten und eine Bestechungszahlung an diese Person geleistet haben oder von ihr dazu aufgefordert wurden
- Indikator 16.5.2: Anteil der Unternehmen, die in den vorangegangenen 12 Monaten mindestens einen Kontakt mit einem/ einer öffentlichen Bediensteten hatten und eine Bestechungszahlung an diese Person geleistet haben oder von ihr dazu aufgefordert wurden

### Unterziel 16.6: Aufbau von leistungsfähigen, rechenschaftspflichtigen und transparenten Institutionen
Langfassung: „Leistungsfähige, rechenschaftspflichtige und transparente Institutionen auf allen Ebenen aufbauen.“
Dieses Unterziel hat zwei Indikatoren:
- Indikator 16.6.1: Primärausgaben des Staates im Verhältnis zum ursprünglich genehmigten Budget, nach Sektor (oder nach Haushaltscode oder Ähnlichem)
- Indikator 16.6.2: Anteil der Bevölkerung, der mit seiner letzten Erfahrung mit öffentlichen Dienstleistungen zufrieden war

### Unterziel 16.7: Sicherstellung von bedarfsorientierten, inklusiven und repräsentativen Entscheidungsfindungen
Langfassung: „Dafür sorgen, dass die Entscheidungsfindung auf allen Ebenen bedarfsorientiert, inklusiv, partizipatorisch und repräsentativ ist.“
Dieses Unterziel hat zwei Indikatoren:
- Indikator 16.7.1: Anteil der Stellen in nationalen und lokalen Institutionen, einschließlich a) Gesetzgebungsorganen, b) des öffentlichen Dienstes und c) Rechtsprechungsorganen, im Vergleich zur nationalen Stellenverteilung, nach Geschlecht, Alter, Menschen mit Behinderungen und Bevölkerungsgruppen
- Indikator 16.7.2: Anteil der Bevölkerung, der der Ansicht ist, dass die Entscheidungsfindung inklusiv und bedarfsorientiert ist, nach Geschlecht, Alter, Menschen mit Behinderungen und Bevölkerungsgruppen

### Unterziel 16.8: Stärkung der Teilhabe an globalen Lenkungsinstitutionen
Langfassung: „Die Teilhabe der Entwicklungsländer an den globalen Lenkungsinstitutionen erweitern und verstärken.“
Dieses Unterziel hat einen Indikator:
- Indikator 18.8.1: Mitglieder- und Stimmrechtsanteil von Entwicklungsländern in internationalen Organisationen

### Unterziel 16.9: Sicherstellung einer allgemeinen rechtlichen Identität

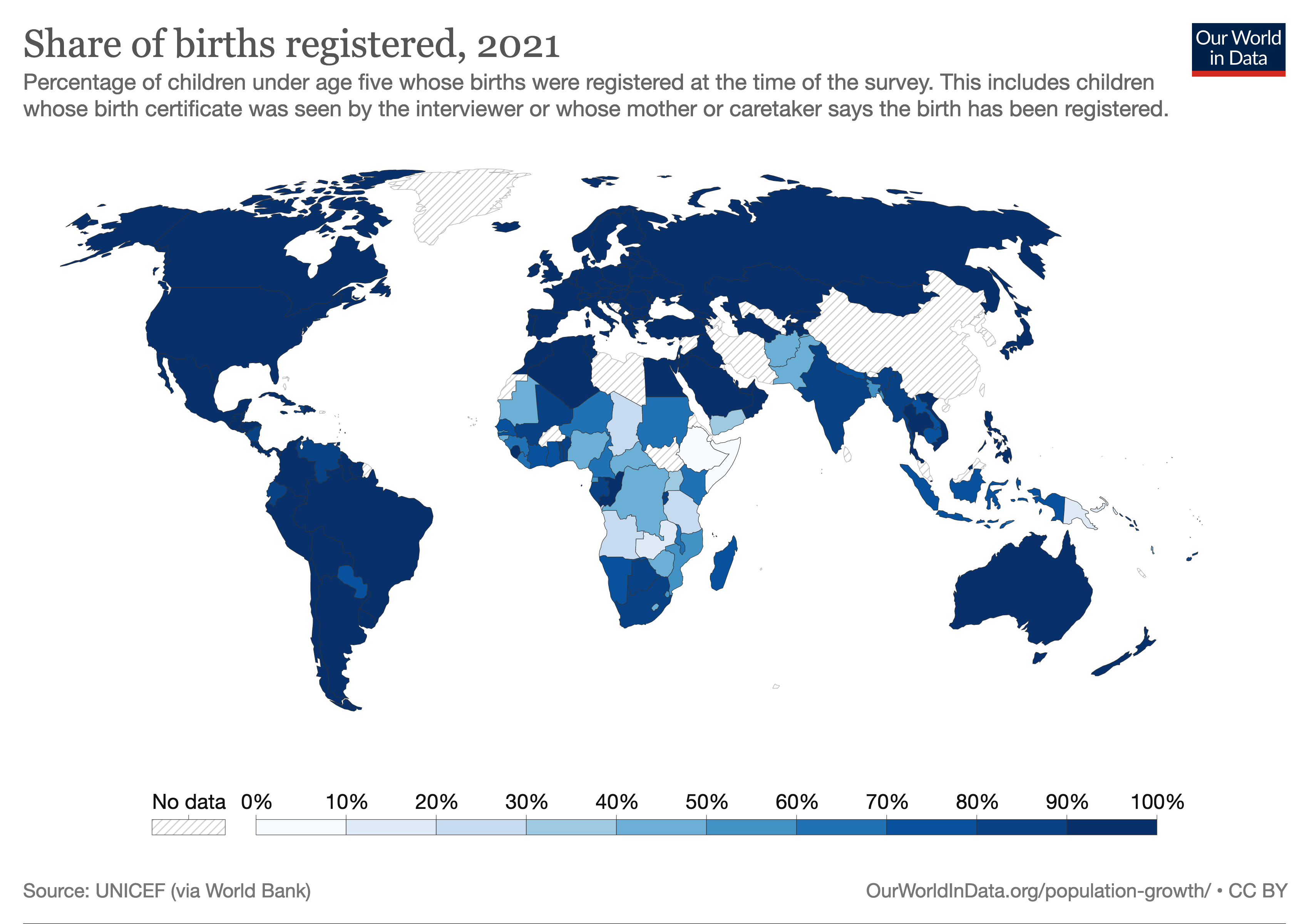
Weltkarte für Indikator 16.9.1 – Anteil der Kinder unter 5 Jahren, deren Geburten bei einer Zivilbehörde registriert wurden.

Langfassung: „Bis 2030 insbesondere durch die Registrierung der Geburten dafür sorgen, dass alle Menschen eine rechtliche Identität haben.“
Dieses Unterziel hat einen Indikator:
- Indikator 16.9.1: Anteil der Kinder unter 5 Jahren, deren Geburt von einer Zivilbehörde registriert wurde, nach Alter

### Unterziel 16.10: Gewährleistung von öffentlichem Zugang zu Informationen und Schutz der Grundfreiheiten
Langfassung: „Den öffentlichen Zugang zu Informationen gewährleisten und die Grundfreiheiten schützen, im Einklang mit den nationalen Rechtsvorschriften und völkerrechtlichen Übereinkünften.“
Dieses Unterziel hat zwei Indikatoren:
- Indikator 16.10.1: Anzahl der bestätigten Fälle von Tötung, Entführung, Verschwindenlassen, willkürlicher Inhaftierung und Folter von Journalisten und zugehörigem Medienpersonal, Gewerkschaftern und Menschenrechtsanwälten in den vorangegangenen 12 Monaten
- Indikator 16.10.2: Anzahl der Staaten mit verfassungsmäßigen, gesetzlichen und/oder politischen Garantien für den öffentlichen Zugang zu Informationen

### Unterziel 16.a: Stärkung nationaler Institutionen zur Bekämpfung von Gewalt, Terrorismus und Kriminalität
Langfassung: „Die zuständigen nationalen Institutionen namentlich durch internationale Zusammenarbeit beim Kapazitätsaufbau auf allen Ebenen zur Verhütung von Gewalt und zur Bekämpfung von Terrorismus und Kriminalität unterstützen, insbesondere in den Entwicklungsländern.“
Dieses Unterziel hat einen Indikator:
- Indikator 16.a.1: Existenz unabhängiger nationaler Menschenrechtsinstitutionen, die mit den Pariser Grundsätzen übereinstimmen

### Unterziel 16.b: Förderung und Durchsetzung nichtdiskriminierender Gesetze und Politik
Langfassung: „Nichtdiskriminierende Rechtsvorschriften und Politiken zugunsten einer nachhaltigen Entwicklung fördern und durchsetzen.“
Dieses Unterziel hat einen Indikator:
- Indikator 16.b.1: Anteil der Bevölkerung, der sich in den vorangegangenen 12 Monaten wegen eines nach den internationalen Menschenrechtsnormen verbotenen Diskriminierungsgrunds persönlich diskriminiert oder belästigt gefühlt hat

## Überwachung und Fortschritt
Der Generalsekretär der Vereinten Nationen veröffentlicht hochrangige Fortschrittsberichte für alle Entwicklungsziele. Der aktuellste Bericht ist eine Sonderausgabe und stammt aus dem Jahr 2023.

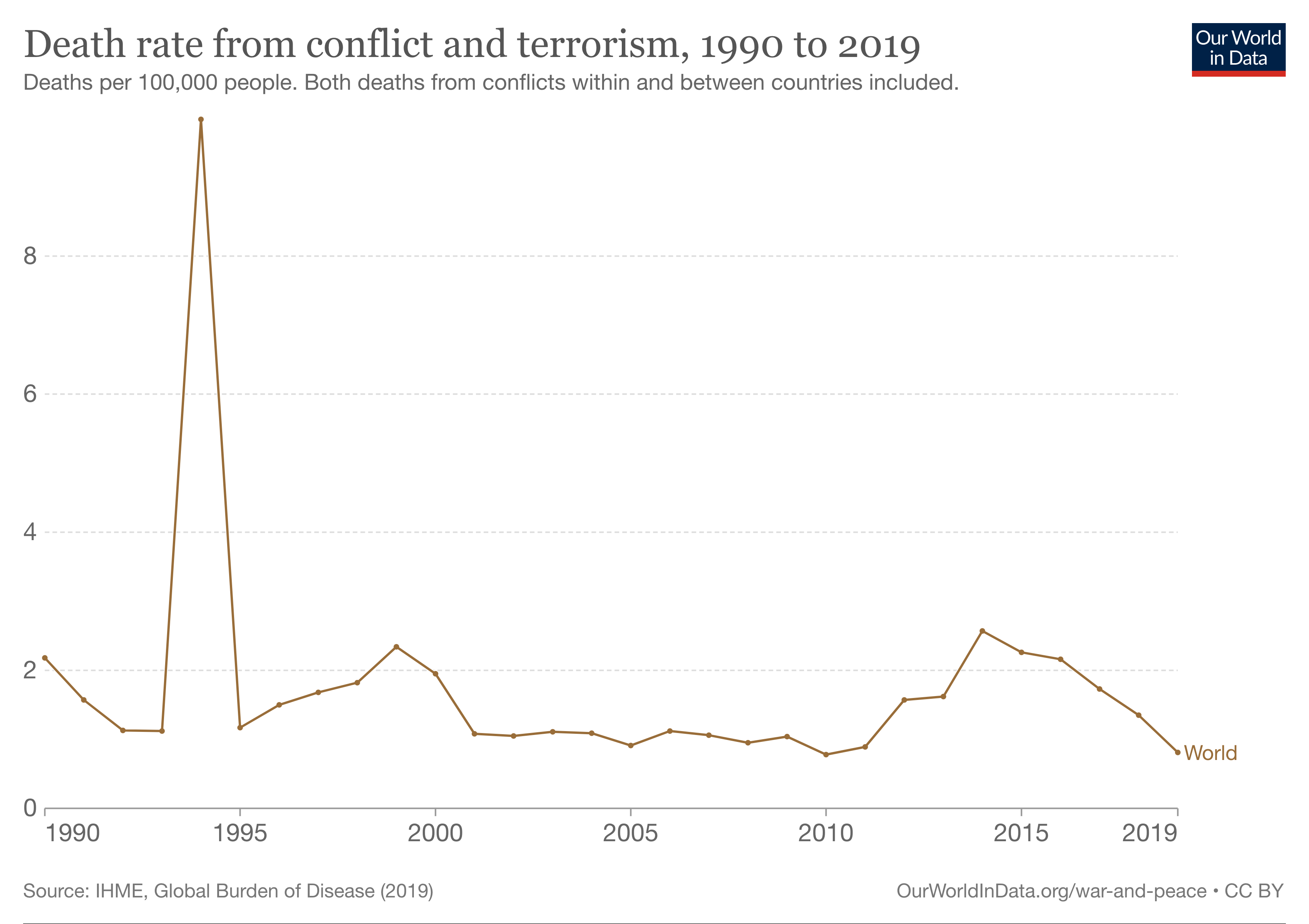
Sterblichkeitsrate durch Konflikte und Terrorismus, 2019

Der Fortschritt des Entwicklungsziels 16 ist durch anhaltende sowie neu auftretende Konflikte in Gefahr. Im Jahr 2022 sind konfliktbedingte zivile Todesfälle um mehr als 50 % gestiegen, was größtenteils auf den Krieg in der Ukraine zurückzuführen war. Ende 2022 beläuft sich die Zahl der gewaltsam aus ihrer Heimat vertriebenen Menschen weltweit auf 108,4 Millionen Menschen, was ein Anstieg von über 19 Millionen Menschen gegenüber dem Vorjahr darstellt und zweieinhalbmal so viele wie vor einem Jahrzehnt. Außerdem kam es im Jahr 2021 weltweit zu der höchsten Zahl vorsätzlicher Tötungsdelikte in den vergangenen zwei Jahrzehnten. Strukturelle Ungerechtigkeiten, Ungleichheiten und neue Menschenrechtsherausforderungen machen friedliche und integrative Gesellschaften noch unerreichbarer. Um Ziel 16 bis 2030 zu erreichen, sind Maßnahmen erforderlich, um das Vertrauen wiederherzustellen und die Fähigkeit der Institutionen zu stärken, Gerechtigkeit für alle zu gewährleisten und friedliche Übergänge zu einer nachhaltigen Entwicklung zu erleichtern.
Das International Programme for the Development of Communication (IPDC) ist für die Weiterverfolgung des Entwicklungsziels 16 durch die Indikatoren 16.10.1 und 16.10.2 verantwortlich. Alle zwei Jahre legt der Generaldirektor der UNESCO dem IPDC-Rat einen Bericht mit Informationen der Mitgliedstaaten über den Stand der gerichtlichen Untersuchungen zu jedem der von der UNESCO verurteilten Tötungen vor. Bei den Sicherheitsindikatoren für Journalisten handelt es sich um ein von der UNESCO entwickeltes Tool, das laut der Website der UNESCO darauf abzielt, die wichtigsten Merkmale abzubilden, die dabei helfen können, die Sicherheit von Journalisten zu bewerten und festzustellen, ob gegen sie begangene Verbrechen angemessen weiterverfolgt werden. Die IPDC-Gespräche ermöglichen es dem Programm auch, das Bewusstsein für die Bedeutung des Zugangs zu Informationen zu schärfen. Das IPDC überwacht und berichtet auch über die Gesetze zum Zugang zu Informationen auf der ganzen Welt durch den globalen Bericht des Generalsekretärs der Vereinten Nationen über die Umsetzung der Entwicklungsziele.

### Überwachung und Berichterstattung der Indikatoren durch Aufsichtsstellen
Die Zuständigen Stellen sind für die Überwachung und Berichterstattung zu folgenden Indikatoren zuständig:
- Indikator 16.1.1: Büro der Vereinten Nationen für Drogen- und Verbrechensbekämpfung (UNODC) und Weltgesundheitsorganisation (WHO).
- Indikator 16.1.2: Büro des UN-Hochkommissars für Menschenrechte (OHCHR)
- Indikator 16.1.3 und 16.1.4: Büro der Vereinten Nationen für Drogen- und Verbrechensbekämpfung (UNODC)
- Indikator 16.2.1 und 16.2.3: Kinderhilfswerk der Vereinten Nationen (UNICEF)
- Indikatoren 16.2.2, 16.3.2 und 16.5.1: Büro der Vereinten Nationen für Drogen- und Verbrechensbekämpfung (UNODC)
- Indikator 16.4.1: Büro der Vereinten Nationen für Drogen- und Verbrechensbekämpfung (UNODC) und Konferenz der Vereinten Nationen für Handel und Entwicklung (UNTAD)
- Indikator 16.4.2: Büro der Vereinten Nationen für Drogen- und Verbrechensbekämpfung (UNODC) und Büro der Vereinten Nationen für Abrüstungsfragen
- Indikator 16.5.2: Weltbank (WB) und Büro der Vereinten Nationen für Drogen- und Verbrechensbekämpfung (UNODC)
- Indikator 16.6.1: Weltbank (WB)
- Indikator 16.6.2 und für die zwei Indikatoren unter Zielvorgabe 16.7: Entwicklungsprogramm der Vereinten Nationen (UNDP)
- Indikator 16.8.1: Ministerium für wirtschaftliche und soziale Angelegenheiten – Büro für Entwicklungsfinanzierung (DESA/FFDO)
- Indikator 16.9.1: Hauptabteilung Wirtschaftliche und Soziale Angelegenheiten – Abteilung Statistik (DESA/UNSD) und Kinderhilfswerk der Vereinten Nationen (UNICEF)
- Indikator 16.10.1, 16.a.1 und 16.b.1: Büro des UN-Hochkommissars für Menschenrechte (OHCHR)
- Indikator 16.10.2: Organisation der Vereinten Nationen für Erziehung, Wissenschaft und Kultur (UNESCO)

## Herausforderungen
Es wird erwartet, dass die globale COVID-19-Pandemie die Häufigkeit von Konflikten erhöhen wird, da Länder andere für ihre Situation verantwortlich machen. Auch die Russische Invasion in der Ukraine seit 2022 verursacht einen großen Rückschlag und ist insbesondere für den Großteil des Anstiegs der zivilen Konflikttoten um 53 % in diesem Jahr verantwortlich. Außerdem stellt die fehlende Datenlage in den meisten Ländern ein Problem für die Dokumentation und Evaluation der momentanen Lage dar, denn nur etwa 40 % der Länder waren in der Lage, den Vereinten Nationen international vergleichbare Daten zum Fortschritt bezüglich des Entwicklungsziels 16 vorzulegen.

## Verbindung zu anderen Entwicklungszielen
Die Ziele für nachhaltige Entwicklung werden nicht als völlig unabhängig voneinander angesehen, sondern vielmehr als eng miteinander verknüpft. Auf diese Weise stärkt die Medienentwicklung die Meinungsfreiheit und den Frieden, trägt aber auch zu Nachhaltigkeit, Armutsbekämpfung und Menschenrechten bei. Die Förderung von Frieden und integrativen Gesellschaften kann dazu beitragen, Ungleichheiten zu verringern (Entwicklungsziel 10) und den Volkswirtschaften zum Wohlstand zu verhelfen (Entwicklungsziel 8). Im Abschlussdokument des Gipfeltreffens der Vereinten Nationen zur Agenda 2030 aus dem Jahr 2012 wird davon ausgegangen, dass eine nachhaltige Entwicklung nicht erreicht werden kann ohne friedliche, gerechte und integrative Gesellschaften aufzubauen und Probleme wie Korruption, schlechte Regierungsführung, Unsicherheit und Ungerechtigkeit anzugehen.

## Organisationen
Das Entwicklungsprogramm der Vereinten Nationen (UNDP) ist das globale Entwicklungsnetzwerk der Vereinten Nationen, das sich mit dem Entwicklungsziel 16 befasst. Daher konzentriert sich das Programm auf demokratische Regierungsführung und Friedensaufbau. Das UNDP arbeitet auch an der Konfliktprävention, indem es Jugendliche und insbesondere Frauen stärkt. Darüber hinaus ist es ihr Ziel, die Rahmenbedingungen und Strukturen zu unterstützen und als Vermittler zu fungieren.